# Leucinodes rimavallis
Leucinodes rimavallis is een vlinder uit de familie van de grasmotten (Crambidae), uit de onderfamilie van de Spilomelinae. De wetenschappelijke naam van deze soort is voor het eerst gepubliceerd in 2015 door Richard Mally, Anastasia Korycinska, David John Lawrence Agassiz, Jayne Hall, Jennifer Hodgetts en Matthias Nuss.

## Verspreiding
De soort komt voor in Congo-Kinshasa, Oeganda, Kenia, Rwanda, Burundi en Zuid-Afrika.

## Waardplanten
De rups leeft op Solanum melongena en Withania somnifera (Solanaceae).